# Lijst van burgemeesters van Kortemark
Dit is een lijst van de burgemeesters van de Belgische gemeente Kortemark.
| Tijdspanne                                     | Tijdspanne                                      | Burgemeester                                                                                       |
| ---------------------------------------------- | ----------------------------------------------- | -------------------------------------------------------------------------------------------------- |
|                                                | 1818 - 1832                                     | Louis Mahieu                                                                                       |
|                                                | 1832 - 1833                                     | Amandus Dewilde                                                                                    |
|                                                | 1838 - 1843                                     | Johannes Vercruysse                                                                                |
|                                                | 1843 - 1863                                     | Pieter Senaeve                                                                                     |
|                                                | 1864 - 1865                                     | Johannes Bossuyt                                                                                   |
|                                                | 1865 - 1867                                     | Charles-Louis Ampe                                                                                 |
|                                                | 1867 - 1870                                     | Josephus (José) Hemeryck (grootvader van Gustaaf Sap)                                              |
|                                                | 1870 - 1872                                     | Karel Devriendt                                                                                    |
|                                                | 1872 - 1873                                     | Francis Segaert                                                                                    |
|                                                | 1873 - 1901                                     | Louis Vanisacker                                                                                   |
|                                                | 1901 - 1902                                     | Placide Louwaege                                                                                   |
|                                                | 1903 - 1921 1914 - 1914 1914 - 1917 1918 - 1919 | René Decock August Vanthuyne (waarnemend) Arthur Ketele (waarnemend) August Vanthuyne (waarnemend) |
|                                                | 1921 - 1922                                     | August Vanthuyne                                                                                   |
|                                                | 1922 - 1932                                     | Gustaaf Delannoy                                                                                   |
|                                                | 1933 - 1976 1943 - 1944 1944 - 1944             | Willy Louwaege André Demeulenaere (waarnemend) Urbain Dewispelaere (waarnemend)                    |
| fusie van Kortemark, Handzame en Zarren-Werken |                                                 | |
|                                                | 1977 - 1995                                     | Daniël Lambrecht (CVP)                                                                             |
|                                                | 1995 - 2001                                     | Firmin Dupulthys (VLD)                                                                             |
|                                                | 2001 - 2007                                     | Maurits Borlé (SP)                                                                                 |
|                                                | 2007 - 2011                                     | Firmin Dupulthys (Samen Sterk)                                                                     |
|                                                | 2011 - 2018                                     | Toon Vancoillie (VLD)                                                                              |
|                                                | 2019 - heden                                    | Karolien Damman (CD&V)                                                                             |